# تشویق آخر
تشویق آخر (انگلیسی: Curtain Call; کره‌ای: 커튼콜; لاتین‌نویسی اصلاح‌شده: Keoteunkol) یک مجموعهٔ تلویزیونی کره جنوبی سال ۲۰۲۲ با بازی کانگ ها نول، ها جی وون، گو دو شیم، کوان سانگ وو، جونگ جی سو، سونگ دونگ ایل و نو سانگ هیون است. این مجموعه از ۳۱ اکتبر تا ۲۷ دسامبر ۲۰۲۲، روزهای دوشنبه و سه‌شنبه ساعت ۲۱:۵۰ (کی‌اس‌تی) از کی‌بی‌اس۲ برای ۱۶ قسمت پخش شد. این مجموعه برای استریم در آمازون پرایم ویدئو در مناطق منتخب در دسترس است.

## بازیگران

### اصلی
- کانگ ها نول در نقش یو جه هون / جونگ مون[۳][۴]

1. یو جه هون: یک بازیگر تئاتر در یک شرکت محلی تئاتر.
2. جونگ مون: شوهر اهل کره شمالی گوم سون که چند دهه پیش، از او جدا شد.

- ها جی وون در نقش پارک سه یون[۵]

نوهٔ گوم سون. کوچک‌ترین دختر و مدیر کل هتل ناک‌وون.
- گو دو شیم در نقش جا گوم سون[۶]
  - ها جی وون در نقش جوانی گوم سون[۴]

بنیان‌گذار هتل ناک‌وون، یک هتل زنجیره‌ای در کره جنوبی است. در طی جنگ کره او به جنوب می‌رود و از شوهر و فرزندش جدا می‌شود. آرزوی او دیدن نوه‌اش مون سونگ (پسر) برای بار آخر است.
- کوان سانگ وو در نقش به دونگ جه[۷]

نامزد سابق سه یون.
- جونگ جی سو در نقش سو یون هی[۸]

یک بازیگر تئاتر در شرکتی که یو جه هون آنجاست.
- سونگ دونگ ایل در نقش جونگ سانگ چول[۹]

مدیر سابق هتل ناک‌وون و دست راست گوم سون.
- نو سانگ هیون در نقش ری مون سونگ[۱۰]

نوه اهل کره شمالی گوم سون. یک قاچاقچی اهل شمال و یکی از اعضای یک سازمان مواد مخدر کره‌ای-چینی.

## تولید
عنوان کاری اولیهٔ این مجموعه، درخت‌ها ایستاده می‌میرند (به کره‌ای: 나무는 서서 죽는다; لاتین‌نویسی اصلاح‌شده: Namuneun Seoseo Jungneunda; به انگلیسی: A Tree Dies Standing) بود. نقش‌های پارک سه یون و جا گوم سون در ابتدا به ترتیب به سون یه-جین و یون یو-جونگ پیشنهاد شده بود. در ژوئیه ۲۰۲۲ گزارش شد که فیلم‌برداری اکنون در حال انجام است.
کنفرانس مطبوعاتی تشویق آخر قرار بود که در ۳۱ اکتبر ۲۰۲۲ برگزار شود اما به خاطر حادثه ازدحام هالووین سئول لغو شد.